# Karel Gut
Karel Gut (* 16. September 1927 in Uhříněves; † 6. Januar 2014 in Prag) war ein  tschechoslowakischer Eishockeyspieler und -trainer. Als Trainer wurde er zweimal Deutscher Meister mit dem EV Landshut.

## Karriere

### Als Spieler
Karel Gut begann mit dem Eishockeysport beim LTC Uhříněves und spielte in seiner Jugend auch Fußball. Während seines Militärdienstes spielte er für den Armeesportklub ATK Prag.  Anschließend war er bei Tatra Smíchov aktiv, bis er 1953 zu Spartak Praha Sokolovo wechselte. Mit Spartak gewann er als Verteidiger 1954 die Landesmeisterschaft. Bei seinen 300 Ligaspielen bis 1964 traf er 86 Mal. Von 1952 bis 1960 spielte er alle Weltmeisterschaften und Olympischen Spiele für die Tschechoslowakei. Dreimal Bronze bei Weltmeisterschaften war seine Ausbeute, während er bei den Olympischen Spielen 1952 und 1960 jeweils Vierter und 1956 Fünfter wurde. 35 Tore erzielte er in seinen 114 Länderspielen.

### Als Trainer und Funktionär
Nachdem er seine aktive Spielerkarriere beendet hatte, wurde er Trainer bei Sparta ČKD Prag. 1967 wurde er Trainer beim deutschen Bundesligisten EV Landshut. Die Niederbayern hatten Gut für drei Jahre verpflichtet und in der letzten dieser drei Spielzeiten führte er die Landshuter 1970 zum Meistertitel. Es folgten drei Jahre als Trainer der tschechoslowakischen Junioren-Nationalmannschaft, bevor er von 1973 bis 1980 die tschechoslowakische Nationalmannschaft betreute. In dieser Zeit gewann die Tschechoslowakei zwei Weltmeisterschaften (1976, 1977) und errang eine olympische Silbermedaille und viermal WM-Silber. Karel Gut kehrte 1980 erneut für drei Jahre zum EV Landshut und – wie bei seinem ersten Mal – war es wieder das letzte Jahr, in dem er 1983 den Meistertitel nach Landshut holen konnte. Nach einigen Jahren im tschechischen Trainerrat kehrte er 1988 noch einmal zum EV Landshut zurück, zuerst als Trainer und dann als technischer Direktor. 
Zwischen 1994 und 2004 war Karel Gut Präsident des Tschechischen Eishockeyverbands. 1998 wurde er als Mitglied in die IIHF Hall of Fame aufgenommen.

## Erfolge und Auszeichnungen
- 1998 Aufnahme in die IIHF Hall of Fame
- 2008 Aufnahme in die Tschechische Eishockey-Ruhmeshalle

### Als Spieler
- 1954 Tschechoslowakischer Meister mit Spartak Praha Sokolovo
- 1955 Bronzemedaille bei der Weltmeisterschaft
- 1955 Bester Verteidiger der Weltmeisterschaft
- 1957 Bronzemedaille bei der Weltmeisterschaft
- 1959 Bronzemedaille bei der Weltmeisterschaft

### Als Trainer
- 1969 Deutscher Pokalsieger mit dem EV Landshut
- 1970 Deutscher Meister mit dem EV Landshut
- 1974 Silbermedaille bei der Weltmeisterschaft
- 1975 Silbermedaille bei der Weltmeisterschaft
- 1976 Silbermedaille bei den Olympischen Winterspielen
- 1976 Goldmedaille bei der Weltmeisterschaft
- 1976 2. Platz beim  Canada Cup
- 1977 Goldmedaille bei der Weltmeisterschaft
- 1978 Silbermedaille bei der Weltmeisterschaft
- 1979 Silbermedaille bei der Weltmeisterschaft
- 1983 Deutscher Meister mit dem EV Landshut

## Publikationen
- 100 let českého hokeje AS press, Prag 2008, ISBN 978-80-903552-4-8
- Český hokej: 1909/2003 Olympia, Prag 2004, ISBN 80-7033-813-X
- Český hokej Olympia, Prag	1998, ISBN 80-7033-525-4
- Eishockey-Weltgeschichte Copress-Verlag, München 1984. überarb. Auflagen 1989 und 1993, ISBN 3-7679-0235-4
- Malá encyklopedie ledního hokeje  Olympia, Prag 1986. Šport, Bratislava 1986
- Světový hokej : kapitoly z historie Olympia, Prag 1990, ISBN 80-7033-056-2
- Zásobník cvičení ledního hokeje Olympia, Prag 1976
- Náš hokej Olympia, Prag 1985. Šport, Bratislava 1985
- Kniha o československém hokeji Olympia, Prag 1969
- Zlatá kniha hokeje : Z dějin čs. ledního hokeje Olympia, Prag 1978
- Mistři! : kronika 50. mistrovství světa a 61. mistrovství Evropy v ledním hokeji Praha 1985 Olympia, Prag	1985